# Inés Rotger Raventós
Inés Rotger Raventós   (Palma, 1976) és una empresària mallorquina. Des del 2024, és la presidenta de l'Associació Balear de l'Empresa Familiar.

## Carrera
Nascuda en el si de la família Rotger, des de sempre va mostrar un gran interès pel món empresarial, atès que les dues bandes de la família hi estan implicades. Forma part de la quarta generació que treballa en el Grup Rotger, empresa familiar en què es va ingressar el 2001. Al principi hi feia de gestora de la distribució de llibres i, per la seva voluntat de fomentar l'associacionisme, es va unir a la junta directiva de l'Associació Balear de l'Empresa Familiar (ABEF). Així doncs, el 2003 va crear i presidir el Fòrum Familiar, un espai de comunicació entre joves d'empreses adherides a l'ABEF. Actualment, exerceix de consellera de l'empresa de la família. A banda, Rotger és vocal de la junta directiva de l'Associació d'Industrials de Mallorca (ASIMA) i vicepresidenta de Sonrisa Médica.
Arran de la seva tasca en l'empresa, el 2015 va pertànyer al jurat del Premi Nacional a la Millor Labor Editorial Cultural atorgat pel Ministeri d'Educació, Cultura i Esport d'Espanya, a proposta de la Federació d'Associacions Nacionals de Distribuïdors d'Edicions. Així mateix, el 2022 va participar en una taula rodona del I Foro Talento d'Onda Cero Mallorca (a Palma), centrada en les experiències de dones empresàries.
El 26 de novembre del 2024, va ser elegida per a substituir Esther Vidal com a presidenta de l'Associació Balear de l'Empresa Familiar. D'entre els objectius que tenia en assumir el càrrec destaquen referencialitzar encara més l'ABEF quant a la defensa i la promoció de les empreses familiars a les Illes Balears i poder encarar nous reptes com la incorporació de les noves tecnologies i la intel·ligència artificial en aquests negocis.

## Premis i reconeixements
El 2025, va ser designada una de les 50 dones més influents de les Illes Balears per la revista Forbes.

## Vida personal
És filla de Vicente Rotger Rebassa i Isabel Raventós, neta de Vicente Rotger Buils i Antonia Rebassa, i besneta de Jaume Rebassa. Al seu torn, ella té tres fills.